# Nachal Cnobar
Nachal Cnobar (hebrejsky: נחל צנובר) je vádí na pomezí Judských hor a pahorkatiny Šefela v Izraeli.
Začíná v nadmořské výšce okolo 400 metrů na severních svazích vrchu Giv'at Arkubit nedaleko Západního břehu Jordánu. Směřuje pak k severu mírně se zahlubujícím zčásti zalesněným údolím. Ústí na východních svazích hory Har Ezroa zleva do toku Nachal Guvrin, podél kterého zde vede dálnice číslo 35.